# Placówka Straży Granicznej II linii „Szczuczyn”
Placówka Straży Granicznej II linii „Szczuczyn” – jednostka organizacyjna Straży Granicznej pełniąca służbę wywiadowczą na granicy polsko-niemieckiej w okresie międzywojennym.

## Formowanie i zmiany organizacyjne
Rozporządzeniem Prezydenta Rzeczypospolitej Polskiej Ignacego Mościckiego z 22 marca 1928 roku, do ochrony północnej, zachodniej i południowej granicy państwa, a w szczególności do ich ochrony celnej, powoływano z dniem 2 kwietnia 1928 roku Straż Graniczną.
Rozkazem nr 1 z 12 marca 1928 roku w sprawach organizacji Mazowieckiego Inspektoratu Okręgowego Naczelny Inspektor Straży Celnej gen. bryg. Stefan Pasławski określił strukturę organizacyjną komisariatu SG „Szczuczyn”. Placówka Straży Granicznej II linii „Szczuczyn” znalazła się w jego strukturze. Placówka wystawiała posterunki wywiadowcze Radziłów i Jedwabno.
Z dniem 1 października 1932 zniesiony został posterunek SG „Radziłów”.
Z dniem 1 kwietnia 1937 zniesiony został posterunek SG „Jedwabne”.

## Kierownicy/dowódcy placówki
| stopień    | imię i nazwisko      | okres pełnienia służby | kolejne stanowisko |
| ---------- | -------------------- | ---------------------- | ------------------ |
| przodownik | Rudolf Mielke        | IX 1928 –              |                    |
| przodownik | Tadeusz Korzeniowski |                        |                    |
| przodownik | Józef Czerniak       | był X 1936             |                    |
| przodownik | Józef Czerniak       | po 1937                |                    |